# Bakó Pál
Bakó Pál (Budapest, 1946. június 8. –) világbajnok és olimpiai ezüstérmes öttusázó, edző.

## Életpályája
1962-ben az Újpesti Dózsában kezdett háromtusázni. 1965-től a Bp. Honvéd háromtusázója, illetve öttusázója lett. A junior világbajnokságokon 1965-ben és 1966-ban csapatban aranyérmes, 1966-ban egyéniben második, 1967-ben csapatban harmadik volt.
1964-től 1977-ig szerepelt a magyar öttusa-válogatottban. Az 1969-es budapesti világbajnokságon ezüstérmes volt csapatban, negyedik egyéniben. A következő évben csapatban világbajnok, egyéniben ismét negyedik volt. Az 1972. évi nyári olimpiai játékokon a Bakó Pál, Balczó András, Villányi Zsigmond összeállítású magyar csapat tagjaként a 2. helyen végzett. Legközelebb csak 1977-ben tudott a világbajnokságra kijutni. Ekkor csapatban harmadik, egyéniben 12. volt.
1978-ban történt visszavonulása után a Testnevelési Főiskolán öttusa szakedzői oklevelet szerzett és a Budapesti Honvéd öttusaszakosztályának vezetője, edzője lett. Majd egy magyar-kanadai kereskedelmi cégnél dolgozott. Az 1999-es öttusa-világbajnokság egyik szervezője volt. Később a Magyar Vízilabda Szövetség logisztikai munkatársa lett. Több hazai úszó és vízilabda esemény lebonyolításában működött közre.

## Sporteredményei
- olimpiai 2. helyezett (csapat: 1972)
- világbajnoki 1. helyezett (csapat: 1970)
- világbajnoki 2. helyezett (csapat: 1969)
- világbajnoki 3. helyezett (csapat: 1977)
- kétszeres világbajnoki 4. helyezett (egyéni: 1969, 1970)